# Коваленко, Борис Игнатьевич
Борис Игнатьевич Коваленко (16 января 1890 — 10 сентября 1969) — русский тифлопедагог.

## Биография
Б. И. Коваленко родился 16 января 1890 в литовском городе Свинцианы в семье служащего. Вскоре семья переехала в Вильно, где он поступил в гимназию. В 1905 г. участвовал в забастовках и демонстрациях гимназистов. Окончив гимназию, поступил на юридический факультет Петербургского университета. Одновременно работал воспитателем в колонии для несовершеннолетних правонарушителей. Затем работал в Смоленской области учителем сельской школы. Среди его учеников был А. Т. Твардовский. В 1921 г. перенёс тиф и из-за этого почти полностью лишился зрения. Несмотря на потерю зрения, он ещё три года работал сельским учителем. В 1924 г. Б. И. Коваленко становится заведующим школы для слепых в г. Смоленске. В 1926 году Б. И. Коваленко утвержден Президиумом Государственного Совета членом методической комиссии при отделе социально-правовой охраны несовершеннолетних и с этого времени по поручению Наркомпроса принимал активное участие в решении вопросов обучения и воспитания слепых и слабовидящих детей. С 1925 г. Б. И. Коваленко начинает преподавательскую деятельность. Он читает лекции в МГПИ им. В. И. Ленина, а с 1929 г. становится профессором ЛГПИ им. А. И. Герцена в Ленинграде. Он организует в институте кафедру тифлопедагогики. С 1934 г. Б. И. Коваленко не только заведует кафедрой тифлопедагогики, но и становится деканом дефектологического факультета ЛГПИ им. А. И. Герцена. В 1938 г. Б. И. Коваленко по совокупности научных достижений присваивается ученая степень доктора педагогических наук. В годы Второй мировой войны он находится в Перми. Он назначен консультантом военно-врачебной комиссии Уральского военного округа по делам помощи ослепшим военным. В 1944 г. Б. И. Коваленко избирают членом-корреспондентом АПН РСФСР. В конце войны он готовит тифлопедагогов в МГПИ им. В. И. Ленина. После войны он возвращается в Ленинград и продолжает руководить дефектологическим факультетом и кафедрой тифлопедагогики ЛГПИ им. А. И. Герцена. Он был руководителем отдела тифлопедагогики института специальных школ АПН РСФСР. Б. И. Коваленко умер 10 сентября 1969 в Ленинграде.

## Вклад в развитие отечественнойтифлопедагогики
Б.И Коваленко добился, что руководимая им школа для слепых в г. Смоленске стала лучшей в стране. Он организовал учебные занятия в мастерских, построил для них новые помещения, ввёл обучение трикотажному делу. Школа наладила связь с колхозом, учащиеся на лето выезжали в село, занимались основами овощеводства, ухаживали за животными. Б. И. Коваленко утверждал, что цели и задачи образования слепых такие же как и у зрячих. Но для успеха работы требуется определённое изменение методики проведения занятий, соответствующее оборудование учебного процесса, а главное, учёт состояния остаточного зрения и требований коррекции и компенсации дефектов развития. Он считал обязательным создание специальных школ для слабовидящих детей. По инициативе Б. И. Коваленко в Смоленске был осуществлён эксперимент по организации совместного обучения и воспитания слепых и зрячих, начиная с детского сада и затем с 5 класса школы. В результате эксперимента были сделаны следующие выводы. 1. Совместное обучение слепых и зрячих в детском саду и затем с 5 класса школы доступно далеко не всем. Целесообразно включать слепых детей в класс для зрячих лишь небольшими группами по 2-3 человека; 2. Необходим специальный инструктаж. Систематические встречи тифлопедагогов с воспитателями детских садов и учителями массовой школы, работающих в классах, куда направлены слепые дети. В ряде случаев следует предоставлять специальные пособия; 3. Слепые дети, посещающие школу для зрячих, жить должны в своей школе для слепых, им надо оказывать помощь при подготовке домашних заданий и проработке тем, требующих специальных технических средств. Особое внимание следует уделять знакомству с предметами и явлениями окружающей действительности, проверке тетрадей и контрольных работ. Б. И. Коваленко открыл доступ к обучению на дефектологическом факультете слепых и организовал условия их обучения. Б. И. Коваленко был одним из главных организаторов преобразования системы образования людей с нарушениями зрения. В 30-е г. он одним из первых поднял вопрос о преобразовании начальных школ для слепых в семилетние, а также о создании средних школ для слепых там, где для этого есть возможность. Он участвует в организации школ для слабовидящих. В 1932 г. сначала открываются классы, а потом школы для слабовидящих. Б. И. Коваленко участвует в организации детских садов при школах для слепых. Много сделал Б. И. Коваленко для реабилитации потерявших зрения на войне. Он организовал всестороннюю психолого-педагогическую помощь потерявшим на войне зрения. Много сделал для их трудоустройства и социальной адаптации. Б. И. Коваленко отмечал необходимость дифференцированного подхода в обучении детей с нарушениями зрения. В 1947 г. были открыты первые и вторые классы для частично зрячих детей, затем класс для умственно отсталых слепых. Б. И. Коваленко разрабатывал приборы и пособия, облегчающие жизнь слепым и слабовидящим. Им разработана система краткописи и математических записей для слепых. Вышесказанное позволяет назвать Б. И. Коваленко одним из основоположников советской тифлопедагогики.

## Труды
- Коваленко Б. И. Краткое руководство по совместному обучению слепых и зрячих. — М., 1930.
- Коваленко Б. И. Возвращение слепых к трудовой жизни. — М.,1946.
- Коваленко Б. И. Трудовая подготовка в школах для слепых. — М.,1947.
- Коваленко Б. И. Основы тифлопедагогики. — Л.,1962.